# Mária Jozefa szász királyi hercegnő
Szászországi Mária Jozefa (teljes nevén Mária Jozefa Lujza Filippa Erzsébet Pia Angéla Margit, németül: Prinzessin Maria Josepha von Sachsen; Drezda, Szász Királyság, 1867. május 31. – Erlangen, Harmadik Birodalom, 1944. május 28.), a Wettin-ház alberti ágából származó szász királyi hercegnő, a későbbi I. György szász király és Bragança Mária Anna infánsnő leánya, aki Habsburg–Lotaringiai Ottó Ferenccel kötött házassága révén osztrák főhercegné, egyben I. Károly osztrák császár és magyar király, az Osztrák–Magyar Monarchia utolsó uralkodójának édesanyja.

## Élete

### Származása
Mária Jozefa hercegnő a drezdai királyi udvarban született, 1867. május 31-én. Édesapja a Wettin-ház Albert-ágából való I. György szász király volt, I. János szász király és Amália Auguszta bajor királyi hercegnő fia.
Édesanyja Mária Anna portugál infánsnő volt, a Szász-Coburg-Koháry-házból való II. Ferdinánd portugál király és a Bragança-házból való II. Mária portugál királynő (Maria da Glória) leánya.
Nyolc testvér sorában Mária Jozefa Lujza ötödikként született (csak hatan érték meg a felnőttkort):
- Mária Johanna Amália (1860–1861), kisgyermekként meghalt.
- Erzsébet Albertina Karolina (1862–1863), kisgyermekként meghalt.
- Matilda Mária Auguszta (1863–1933), akit több osztrák főherceg is visszautasított, végül nem is ment férjhez.
- Frigyes Ágost János herceg, trónörökös (1865–1932), aki 1891-ben Lujza Antonietta főhercegnőt (1870–1947) vette feleségül és 1904-től III. Frigyes Vilmos néven Szászország királya lett.
- Mária Jozefa Lujza hercegnő (1867–1944), aki 1886-ban Ottó Ferenc főherceghez ment feleségül.
- János György Piusz herceg, Szászország hercege (Prinz von Sachsen, Herzog zu Sachsen, 1869–1938), Szászország trónjának utolsó várományosa, aki kétszer nősült, de gyermektelenül halt meg.
- Miksa Vilmos Ágost herceg (Prinz von Sachsen, 1870–1951), akit katolikus pappá szenteltek és lemondott trónigényéről.
- Albert Károly Antal herceg (Prinz von Sachsen, 1875–1900), aki fiatalon, autóbalesetben halt meg, gyermektelenül.

### Házassága, gyermekei

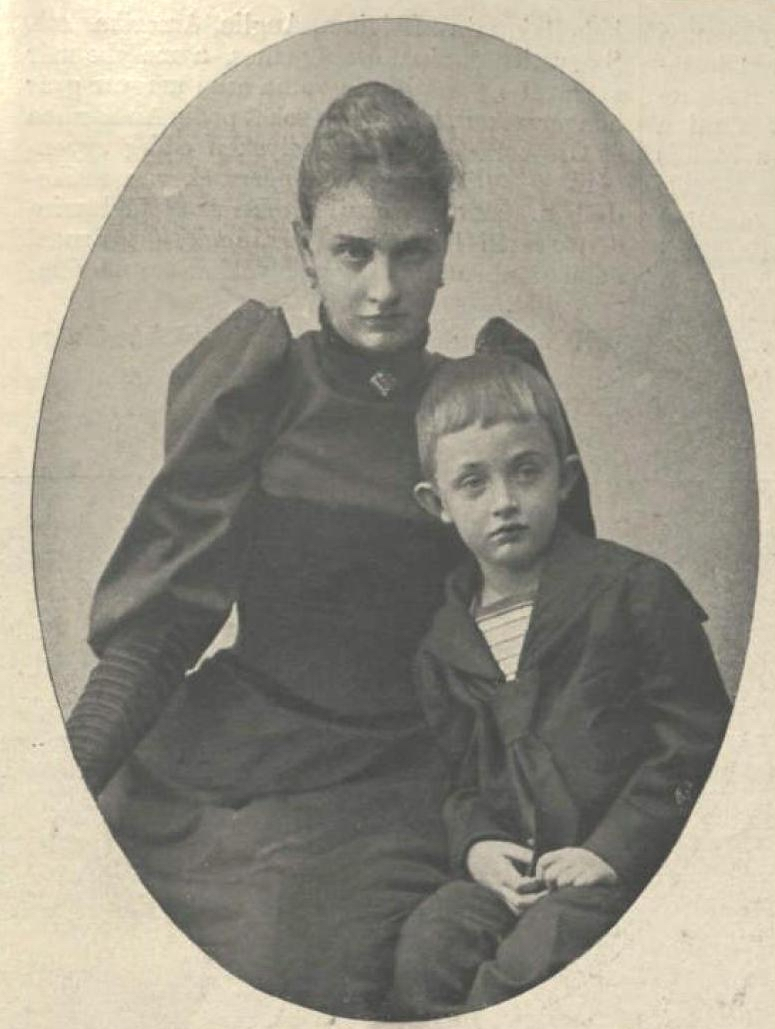
Anya és fia, Károly

19 éves volt, amikor 1886. október 2-án Drezdában feleségül ment Ottó Ferenc osztrák főherceghez, Károly Lajos osztrák főherceg és Mária Annunciáta nápoly–szicíliai királyi hercegnő második fiához. A császári ház erősen presszionálta Ottó Ferenc főherceget erre a házasságra, korábban ugyanis Mária Jozefa idősebb nővérének, Matilda hercegnőnek kezét mind Rudolf trónörökös, mind unokabátyja, Ferenc Ferdinánd főherceg (a későbbi trónörökös) visszautasították, és ez súlyosan megrontotta a két uralkodócsalád viszonyát. Ottó és Mária Jozefa házasságából két gyermek született:
- Károly főherceg (1887–1922), a későbbi I. Károly osztrák császár, IV. Károly néven magyar és III. Károly néven cseh király, 1916–1918 között az Osztrák–Magyar Monarchia utolsó uralkodója, aki 1911-ben az alsó-ausztriai Schwarzau am Steinfeld kastélyában feleségül vette Zita Bourbon–parmai hercegnőt, a későbbi császárnét és királynét.
- Miksa Jenő főherceg (1895–1952), aki 1917-ben Laxenburgban feleségül vette Franciska hohenlohe–waldenburg–schillingsfürsti hercegnőt.

### Élete a császári udvarban

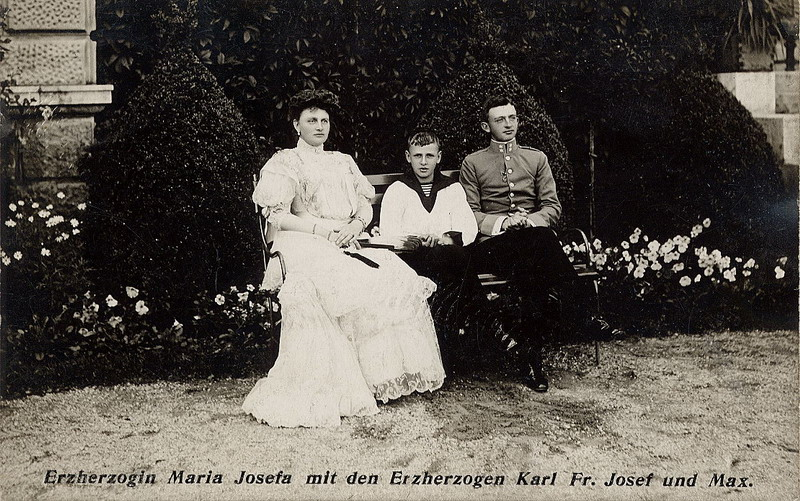
Mária Jozefa özvegy főhercegné, fiaival 1910 körül

Mária Jozefa mélyen vallásos asszony volt. Csak úgy tudta elviselni csapodár, italozó, nyilvános botrányokat okozó férjét, Ottó főherceget, akit cimborái és a bécsi köznyelv „szép Ottónak” hívtak, hogy hitében talált támaszt. Férje emiatt apácának csúfolta. 1898 és 1916 között a Gonzaga Eleonóra királyné által alapított Csillagkeresztes Rend védnökasszonya volt, ami a katolikus, jótékonykodó nemesasszonyok kitüntetése és szervezete volt.
Szeretőkkel és prostituáltakkal élő férje szifiliszt kapott, élete utolsó éveit Döblingben töltötte, ápolásra szoruló, szenvedő élőhalottként. 1906-ban halt meg.

### A Monarchia széthullása után
Az özvegy Mária Jozefa főhercegné az első világháború alatt háborús sebesülteket gondozott bécsi palotájában (Palais Augarten), ahol hadikórházat rendezett be. 1919-ben, az Osztrák–Magyar Monarchia széthullása, az osztrák és a magyar köztársaság kikiáltása után fiával, Károllyal, a lemondott uralkodóval és menyével, Zita volt császárnéval elhagyták Ausztriát és Németországba emigráltak. A magyar royalisták biztatására Károly király 1920-ban kétszer is megkísérelt visszatérni a magyar trónra, de ezt a Horthy Miklóshoz hű erők meghiúsították. Károlyt az antant kormányok Madeirára száműzték, itt halt meg 1922-ben, itt is temették el.
Mária Jozefa főhercegnő 1944. május 28-án halt meg Bajorországban, a Chiemgau melletti Wildenwart kastélyban, 76 éves korában. A császári család temetkező helyén, a bécsi kapucinusok kriptájában (Kapuzinergruft) helyezték végső nyugalomra.
Fél évszázadig ő volt az utolsó, akit ide temettek el. Aztán 1989-ben Zita császárnét mégis visszahozták ide, az Osztrák Köztársaság parlamentjének külön határozata alapján, amely engedélyezte a beutazást az 1919-ben Ausztriából a Habsburg-törvény alapján kitiltott Habsburg-ház leszármazottainak. Így Habsburg Ottó, Mária Jozefa főhercegnő unokája, az utolsó császári és királyi trónörökös is részt vehetett édesanyjának temetésén.